# 平戸市立宝亀小学校
平戸市立宝亀小学校（ひらどしりつ ほうきしょうがっこう、Hirado City Hoki Elementary School）は、かつて長崎県平戸市宝亀町にあった公立小学校。
2011年（平成23年）3月に閉校し、平戸市立紐差小学校に統合された。

## 概要
歴史
1881年（明治14年）に開校した「公立中等紐差小学校下等宝亀分校」を前身とする。少子化により児童数が減少したため2011年（平成23年）3月に紐差小学校に統合する形で、宝亀小学校は130年の歴史に幕を閉じた。
学校教育目標
「心と体と頭のバランスの取れた子どもの育成」
校章
校名にちなみ、亀の甲羅を図案化したものを背景にして、中央に校名の「宝亀」の文字（縦書き）を置いている。
校歌
作詞は市瀬正生、作曲は大石吉治による。歌詞は3番まであり、各番に校名の「宝亀」が登場する。

## 沿革
- 1881年（明治14年）8月14日 - 「公立中等紐差小学校下等宝亀分校」として開校。
  - 宝亀免の法樹寺本堂の一部を借用し、校舎とする。当初の児童数は20名ほど。宝亀分校が開校する前は、紐差小学校本校に通学していた。
- 1884年（明治17年）
  - 2月 - 校舎を新築し、法樹寺から移転を完了。
  - 9月 - 「公立下等宝亀小学校」として独立。
- 1886年（明治19年）9月 - 小学校令の施行により、「簡易宝亀小学校」（簡易科3年）に改称。
- 1890年（明治23年）10月 - 小学校令の改正により、簡易科を廃止し、「尋常宝亀小学校」（尋常科4年）に改称。
- 1893年（明治26年）4月 - 小学校令の改正により「宝亀尋常小学校」に改称（「尋常」の位置が変わる）。
- 1908年（明治41年）4月 - 小学校令の一部改正により、義務教育期間が尋常科4年から尋常科6年に延長され、尋常科5年を新設。
- 1909年（明治42年）4月 - 尋常科6年を新設。
- 1910年（明治43年）4月 - 義務教育期間の延長により収容すべき児童数が増加したため、教室一棟を増築。
- 1915年（大正4年）- 宝亀実業補習学校を併設。
- 1917年（大正6年）4月 - 高等科を併置し、「宝亀尋常高等小学校」となる（尋常科6年・高等科2年）。
- 1921年（大正10年）4月 - 通学区域の変更を行い、木場免の児童をすべて紐差尋常高等小学校に移す。
- 1935年（昭和10年）5月 - 青年学校令の施行により、併設の宝亀実業補習学校が宝亀青年学校に改称。
- 1941年（昭和16年）4月1日 - 国民学校令により、「紐差村宝亀国民学校」に改称。尋常科を初等科に改称。
- 1947年（昭和22年）4月1日 - 学制改革（六・三制の実施）
  - 旧・国民学校の初等科を改組し、「紐差村立宝亀小学校」とする。
  - 旧・国民学校の高等科と獅子青年学校を改組し、「紐差村立宝亀中学校[1]」（新制中学校）とし、小学校に併設する。
- 1955年（昭和30年）1月1日 - 町村合併[2]で平戸市が誕生したことにより、「平戸市立宝亀小学校」（現校名）と改称。
- 1958年（昭和33年）3月31日 - 平戸市立宝亀中学校が統合のため廃止され、併設を解消。小学校単独校となる。
- 1966年（昭和41年）3月 - 新校舎が完成し、翌4月に移転を完了。
- 1968年（昭和43年）1月 - 校歌を制定。
- 1975年（昭和50年）- 体育館が完成。
- 1977年（昭和52年）- 校舎と体育館・運動場をつなぐ陸橋が完成。

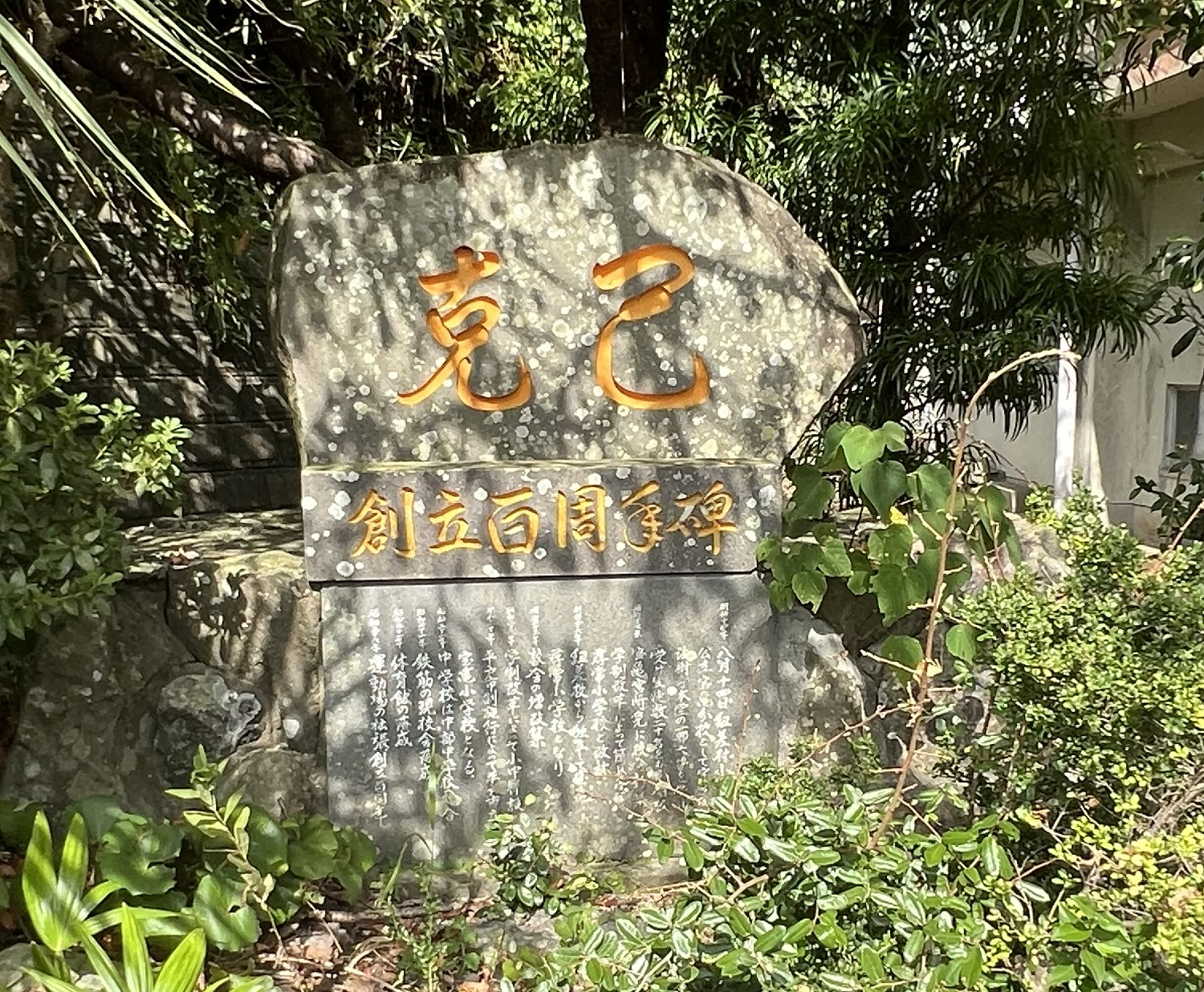
平戸市立宝亀小学校創立百周年記念碑

- 1981年（昭和56年）11月 - 創立100周年記念式典を挙行。校旗を新調。庭園を造成。
- 1998年（平成10年）4月1日 - 4・5年生で初めて複式学級を開始。
- 2003年（平成15年）4月1日 - 2学級（4学年）が複式学級となる。
- 2007年（平成19年）4月1日 - 3学級（全学年）が複式学級となる。
- 2009年（平成21年）4月1日 - 特別支援学級を新設。

- 2011年（平成23年）
  - 3月13日 - 閉校記念式典を挙行。

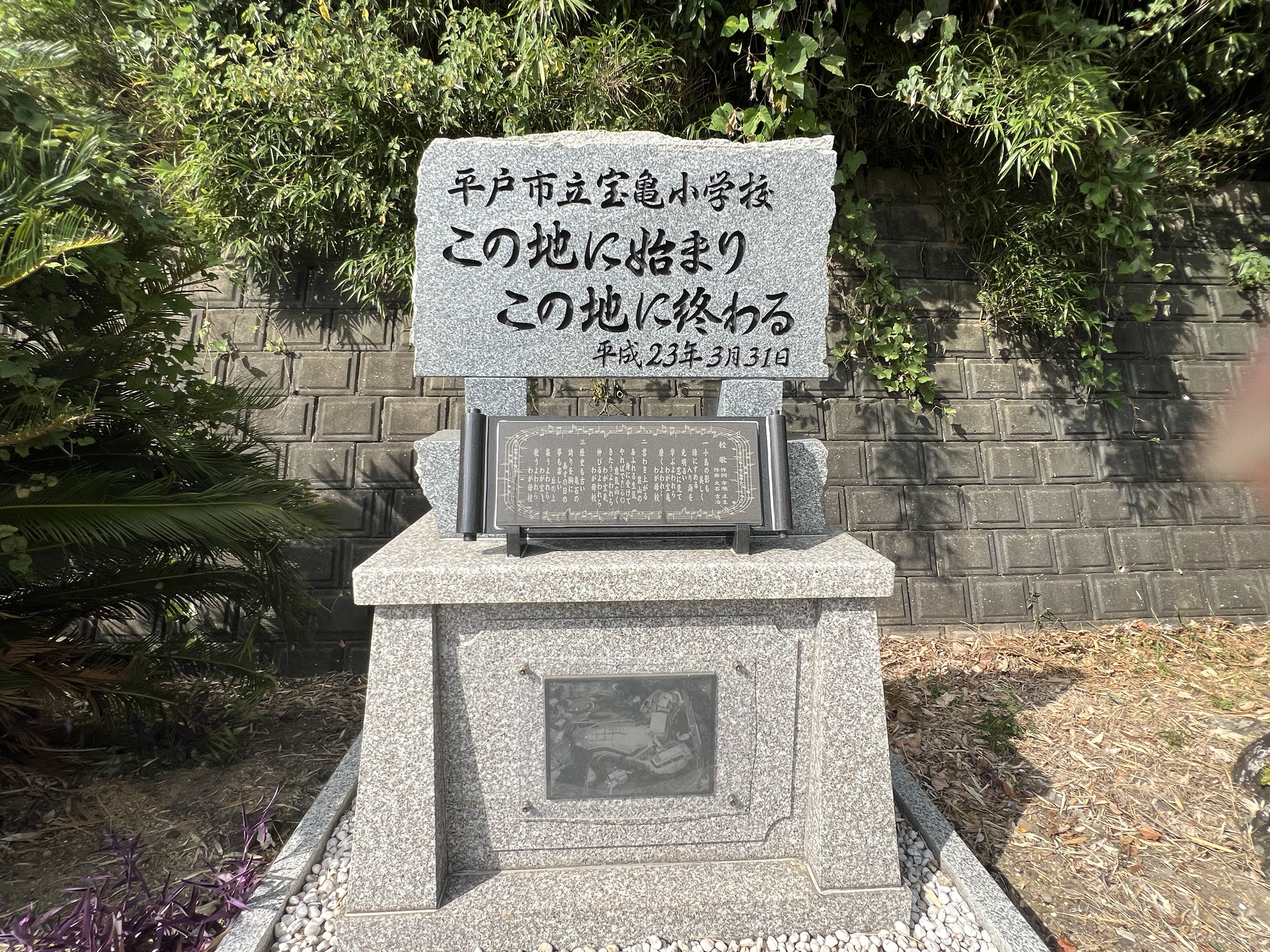
平戸市立宝亀小学校閉校の碑

  - 3月31日 - 閉校。130年の歴史に幕を閉じる。在校生は平戸市立紐差小学校に編入し、通学にはスクールバスが運行される。
    - 跡地には、一部の校舎と、体育館・運動場が残されている。解体された校舎の跡は、駐車場およびスクールバスの転回場所として整備されている。なお、校舎と体育館・運動場の間には高低差があり、両方をつなぐ陸橋が設置されたが、閉校後解体されている。

## 交通アクセス
最寄りのバス停
- 平戸ふれあいバス（大川陸運） 「宝亀」バス停

最寄りの道路
- 国道383号

## 周辺
- （私立）宝亀保育園
- 法樹寺
- カトリック宝亀教会

## 参考資料
- 「平戸市史（復刻版）」（1983年（昭和58年）3月10日発行, 市役所）
- 宝亀小学校で閉校式典が開催。（2011年（平成23年）3月13日） - 平戸市ウェブサイト
- 広報ひらど2011年（平成23年）4月号 (PDF)  - 平戸市ウェブサイト